# Панюхов, Василий Васильевич
Васи́лий Васи́льевич Панюхо́в (23 декабря 1898 года, с. Сумароково, Пензенская губерния — 12 июня 1954, Воронеж) — советский военный деятель, Генерал-майор (1940 год).

## Биография
Василий Васильевич Панюхов родился 23 декабря 1898 года в селе Сумароково (ныне — Мокшанского района Пензенской области).

### Первая мировая и гражданская войны
В марте 1917 года был призван в ряды Русской императорской армии и направлен на Юго-Западный фронт. В январе 1918 года в чине рядового был демобилизован из рядов армии.
В феврале 1918 года был призван в ряды РККА, после чего был назначен на должность делопроизводителя в Мокшанском уездном военкомате. В ноябре того же года был направлен на учёбу на 1-е Московские курсы комсостава, после окончания которых в феврале 1919 года был назначен на должность командира маршевой роты в составе 9-й армии (Восточный фронт), а в марте того же года — на должность начальника пулеметной команды Северного экспедиционного отряда в составе 3-й армии, после чего принимал участие в ходе оборонительных боевых действий против войск под командованием адмирала А. В. Колчака на вятском направлении, а затем — в Сарапуло-Воткинской наступательной операции.
В июле того же года был назначен на должность командира взвода 454-го стрелкового полка (51-я стрелковая дивизия), после чего принимал участие в боевых действиях в районе Тюмени, затем — на реках Тобол и Иртыш, в освобождении Тобольска, в Петропавловской операции. С конца декабря 1919 по апрель 1920 года Панюхов находился на работах по восстановлению народного хозяйства и на полевых работах. В мае 1920 года был назначен на должность помощника начальника разведки 152-й стрелковой бригады, которая в июле была передислоцирована на Южный фронт, где вела оборонительные боевые действия на Каховском плацдарме.

### Межвоенное время
В сентябре 1920 года был направлен на учёбу в Высшую школу штабной службы при Военной академии РККА, после окончания которой в 1921 году служил в частях особого назначения на должностях помощника начальника и начальника разведки, помощника начальника штаба ЧОН и начальника штаба ЧОН Владимирской и Воронежской губерний.
В ноябре 1924 года был назначен на должность начальника штаба 9-го стрелкового полка (3-я стрелковая дивизия), дислоцированного в Симферополе, в марте 1928 года — на должность помощника начальника отдела боевой подготовки штаба Украинского военного округа, а в январе 1930 года — на должность помощника командира 21-го стрелкового полка (7-я стрелковая дивизия), дислоцированного в городе Ромны.
После окончания стрелково-тактических курсов «Выстрел» в ноябре 1931 года Панюхов был назначен на должность командира и комиссара 19-го стрелкового полка, дислоцированного в Нежине. В ноябре 1936 года был переведён в 44-ю стрелковую дивизию, дислоцированную в Житомире, где исполнял должности начальника штаба и помощника командира дивизии.
В январе 1939 года был назначен на должность начальника отдела боевой подготовки штаба Киевского военного округа. С декабря того же года состоял для особых поручений при Военном совете Северо-Западного фронта, после чего принимал участие в боевых действиях во время советско-финской войны. За боевые отличия Панюхов был награждён орденом Красного Знамени. В марте 1940 года был вновь назначен на должность начальника отдела боевой подготовки штаба Киевского военного округа.

### Великая Отечественная война
С началом войны генерал-майор Панюхов был назначен на должность начальника отдела боевой подготовки штаба Юго-Западного фронта, после чего принимал участие в боевых действиях во время Киевской оборонительной операции.
В июне 1942 года был направлен на учёбу на ускоренный курс Высшей военной академии имени К. Е. Ворошилова, после окончания которого в октябре был назначен на должность заместителя начальника штаба Юго-Западного фронта, в январе 1943 года — на должность начальника штаба 1-й гвардейской армии, после чего принимал участие в боевых действиях во время Изюм-Барвенковской и Донбасской наступательных, Киевской оборонительной и Житомирско-Бердичевской наступательной операций.
В январе 1944 года был назначен на должность заместителя командующего 21-й армией, в апреле того же года — на должность командира 81-го стрелкового корпуса, однако в июне того же года был освобожден от занимаемой должности и назначен начальником штаба Северокавказского военного округа. С февраля 1945 года находился в распоряжении Военного совета 1-го Украинского фронта и в апреле того же года был назначен на должность начальника оперативного отдела и заместителя начальника штаба 6-й армии.

### Послевоенная карьера
В сентябре 1945 года был назначен на должность заместителя начальника штаба — начальника отдела оперативной подготовки штаба Воронежского военного округа.
Генерал-майор Василий Васильевич Панюхов в августе 1946 года вышел в отставку по болезни. Умер 12 июня 1954 года в Воронеже. Похоронен на Коминтерновском кладбище Воронежа.

## Награды
- Орден Ленина (21.02.1945);
- Два ордена Красного Знамени (21.03.1940, 3.11.1944);
- Орден Кутузова 2-й степени (27.06.1945);
- Орден Отечественной войны 1-й степени (22.02.1943);
- Медали.